# Хауэлл, Гарри (футболист)
Гарри Хауэлл (англ. Harry Howell; родился 20 апреля 2008) — английский футболист, атакующий полузащитник клуба «Брайтон энд Хоув Альбион».

## Клубная карьера
Воспитанник академии клуба «Брайтон энд Хоув Альбион». 12 апреля 2025 года впервые попал в заявку основной команды «чаек» на матч Премьер-лиги против «Лестер Сити», однако на поле не появился. 19 мая 2025 года дебютировал за «Брайтон энд Хоув Альбион», выйдя на замену в матче чемпионата Англии против «Ливерпуля» и став самым молодым игроком в истории клуба в турнире.

## Карьера в сборной
Выступал за сборные Англии до 16 и до 17 лет.

## Личная жизнь
Двоюродный брат Гарри, Джек Хиншелвуд, тоже профессиональный футболист.